# Trait pie américain
Le Trait pie américain (anglais : North American Spotted Draft Horse) est une race de chevaux de trait sélectionnée dans l'Iowa, aux États-Unis, et caractérisée par sa robe pie. Le stud-book est créé en 1995. Il naît environ 150 chevaux de cette race chaque année, principalement dans le Midwest.

## Dénomination
Le nom originel anglais de cette race est North American Spotted Draft Horse, traduit en français par « Trait pie américain ». Ce nom fait référence à sa couleur pie (spotted, en anglais).

## Histoire
L'origine du Trait pie américain remonte vraisemblablement à l'intérêt d'un éleveur de l'Iowa envers les chevaux de robe pie, qui possédait une vingtaine de chevaux de cette robe au milieu des années 1960,. Le guide Delachaux fait remonter cette origine aux années 1970, par croisement avec le Morocco spotted. D'autres éleveurs des environs ont détenu des chevaux de trait portant la robe pie.
Une association de race est créée en 1995 sous le nom de North American Spotted Draft Horse Association (NASDHA, Association du cheval de trait pie américain), afin de sélectionner et de préserver les chevaux de trait à la robe pie. 
En 1995, le stud-book compte plus de 1 700 sujets inscrits.
L'engouement pour cette race augmente au début du XXIe siècle.

## Description
Bien que ne constituant pas encore une véritable race, le Trait pie américain est marqué par ses origines issues du Trait belge et du Percheron.

### Taille et poids
Il mesure entre 1,52 m et 1,73 m d'après l'association de race américaine et l'ouvrage de référence de CAB International, l'autrice du peu fiable Guide Delachaux indiquant 1,62 m à 1,72 m, probablement à la suite d'une erreur de conversion. Le poids va de 567 à 907 kg.

### Morphologie
Le modèle doit être celui d'un cheval de trait typique, avec une bonne densité osseuse. La tête est assez grosse, dotée d'un profil rectiligne à subconvexe. 
L'encolure doit être arquée, avec une attache de gorge nette,. L'épaule doit être droite, adaptée à la traction,. Le dos est court et fort. La croupe doit être puissante, longue et large, la queue étant attachée plutôt haut. Les membres sont courts et musclés, terminés par des sabots larges. Les crins peuvent présenter une légère ondulation.

### Robe
La robe doit être colorée avec des plages blanches voyantes. Cela inclut les robes pie tobiano, overo et tovero. La robe de base peut être de toute couleur, mais les plus fréquentes sont le noir-pie, le bai-pie et l'alezan-pie. Les yeux bleus sont autorisés, de même que les sabots à corne blanche ou multicolore.

### Sélection
La race est gérée par la North American Spotted Draft Horse Association, qui gère la collecte et l'enregistrement des origines afin d'augmenter la qualité du cheptel. Toutes les races de chevaux de trait sont acceptées par le stud-book à l'enregistrement, ce qui inclut le Trait belge, le Percheron, le Clydesdale, le Shire, le Suffolk Punch et le Trait crème américain.
La qualité des chevaux est évaluée en suivant des critères, et se décline en Premium, Regular, Breeding Stock (réserve d'élevage) et Indexed. Les chevaux Premium doivent entrer dans les critères de taille et de couleur de robes requis, et comporter au moins 7/8e d'origines de chevaux de trait sans origines par des chevaux d'allures, ni par des Appaloosas ou des Cob Gypsy. Les chevaux de classe Regular doivent comporter entre 1/2 et 3/4 d'origines de chevaux de trait. L'objectif d'élevage est d'obtenir un cheval de trait (au moins 7/8e d'origines trait) doté d'une robe pie.
Le croisement avec le Percheron est très apprécié en vue de donner des poulains de robe pie-noir.

## Utilisations
Ce cheval de trait est surtout utilisé à l'attelage et pour la traction. Il est présent dans les pratiques de loisir et en voltige.

## Diffusion de l'élevage
D'après la NASDHA (en 2005), environ 150 nouveaux chevaux sont enregistrés dans la race chaque année. Les élevages sont surtout situés dans le Midwest, avec quelques élevages en Floride et en Californie.